# Forécariah
Forécariah es una localidad de la prefectura de Forécariah en la región de Kindia, Guinea, con una población censada en marzo de 2014 de 20 275 habitantes.
Se encuentra ubicada al oeste del país, cerca de la costa del océano Atlántico y de la frontera con Sierra Leona.